# Anna Kingsford
Vous lisez un « article de qualité » labellisé en 2010.
Pour les articles homonymes, voir Kingsford et Bonus.
Anna Kingsford, née Annie Bonus, le 16 septembre 1846 à Maryland Point, dans le quartier de Stratford, à Londres et morte le 22 février 1888 à Londres, est une militante féministe, écrivain, médecin, théosophe, spiritualiste et hermétiste anglaise. Elle s'engagea également pour le végétarisme et contre la vivisection. Elle fut une des premières Anglaises à obtenir un doctorat en médecine.
Issue d'une riche famille londonienne, elle reçut une éducation classique, principalement à domicile. Au décès de son père, elle hérita d'une rente considérable dont elle devait conserver la complète jouissance, même une fois mariée, contrairement aux dispositions légales de l'époque. Désirant cependant travailler, elle se heurta aux préjugés de la société de son époque qui lui en refusaient la possibilité. En 1867, elle épousa un de ses cousins qui lui avait promis de lui laisser une entière liberté dans le mariage. L'année suivante, elle s'engagea pour le droit de propriété des femmes mariées et publia un pamphlet féministe.
En 1870, alors que son époux était pasteur anglican, elle se convertit au catholicisme et au végétarisme. Installée avec sa famille (elle eut une fille) à Atcham, près de Shrewsbury, elle acheta en 1872 un magazine londonien, The Lady's Own Paper. Devenue directrice et rédactrice en chef, elle passa de plus en plus de temps dans la capitale. Là, elle découvrit la vivisection. Pour lutter plus efficacement contre celle-ci, elle décida de faire des études de médecine afin de vérifier par elle-même si la vivisection était nécessaire à la science. Les études de médecine étant interdites aux femmes au Royaume-Uni, elle partit pour Paris. Elle fut reçue docteur en 1880 avec une thèse, en français, sur le végétarisme. De retour à Londres, elle y ouvrit un cabinet médical où elle rencontra un grand succès, surtout auprès des femmes qui appréciaient d'avoir affaire à un médecin femme.
Elle se rapprocha dans les années 1880 des milieux ésotériques et hermétiques londoniens. Elle devint spiritualiste et théosophe. Plutôt chrétienne mystique, elle s'entendit mal avec les théosophes imprégnés de philosophies orientales. Elle fonda en 1884 l’Hermetic Society qui fut précurseur de l'Ordre hermétique de l'Aube dorée.
Elle décéda en 1888 d'une tuberculose. Elle est enterrée dans le cimetière de l'église St-Eata, celle où officiait son mari, à Atcham.

## Biographie

### Famille et premières années

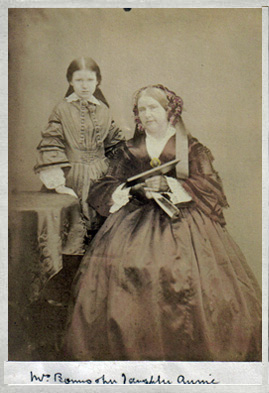
Annie Bonus (à onze ans) et sa mère.

Annie Bonus était le douzième et dernier enfant du riche marchand et armateur londonien John Bonus et de son épouse Elizabeth Ann Schröder. Trois des enfants précédents (sept garçons et quatre filles) étaient morts avant la naissance d'Anna. La première fille (Ann, née en 1827) était morte de tuberculose en 1844. Sa mère trouvait que les deux enfants se ressemblaient et considérait qu'Ann était revenue en Annie. D'après le biographe officiel (et compagnon spirituel) d'Anna Kingsford, Edward Maitland, qui écrivit sa « biographie autorisée » Life and Letters en 1896, sa famille aurait été originaire d’Italie et aurait compté un cardinal extrêmement mystique. Ce pourrait être pour Maitland une façon d'expliquer ses aptitudes à la clairvoyance, cependant aucune preuve de ses trois affirmations n'existe. Très tôt (avant 1851), la famille d'Annie Bonus déménagea de Stratford à Blackheath. Des sept frères et sœurs survivants, l'aîné, John Bonus (1828-1909) étudia au Wadham College d’Oxford. Il s'y rapprocha du Mouvement d'Oxford. Il étudia ensuite à l’Université de Louvain et fut prêtre catholique de 1852 à 1862. Il se lia alors d'amitié avec le sexologue Havelock Ellis, membre de la Fellowship of the New Life, qui le convertit au végétarisme. Henry Bonus (1830-1903) et Albert Bonus (1831-1884) travaillèrent dans l'entreprise paternelle. Edward Bonus (1834-1908) étudia à la Flested School dans l'Essex, puis devint vicaire de la paroisse de Hulcoot, dans le Buckinghamshire. Joseph Bonus (1836-1926) étudia à la George Monoux School (Walthamstow, Essex) puis s'engagea dans l'armée où il atteignit le grade de major-général. Charles Bonus vécut de 1839 à 1883. Sa seule sœur survivante Emily Louisa (1841-1912) épousa le révérend Edward Gilliat, avec qui elle eut quatre filles,,.

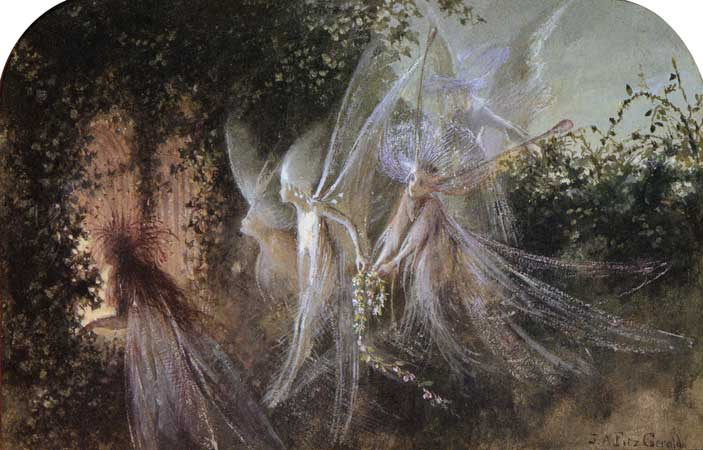
Fées victoriennes.

De santé fragile, Anna (comme elle aimait à se faire appeler) Bonus croyait qu'elle était une fée et disait avoir des capacités de prémonition. Elle passait de longues heures dans le jardin à parler aux fleurs et à y laisser des mots pour les autres fées. Elle lisait aussi beaucoup, principalement les auteurs classiques, et surtout les Métamorphoses d'Ovide, dans la bibliothèque de son père,,.
Elle démontra très tôt ses qualités, écrivant son premier ouvrage à l'âge de douze ou treize ans (Beatrice: a Tale of the Early Christians). Il fut publié l'année de ses dix-sept ans et elle en reçut deux guinées. Beatrice est un roman de 114 pages dont l'action se déroule en 303, pendant les persécutions des chrétiens par Dioclétien. Il raconte le martyre de Beatrice qui, après avoir vu ses frères, chrétiens, condamnés à mort, rejoint les autres chrétiens dans les catacombes. Capturée, elle est condamnée, étranglée et jetée dans le Tibre où elle flotte, comparée à Ophélie. Sa mort est représentée comme la réalisation de sa destinée. Le roman dénonce aussi la sujétion des femmes aux hommes,,. Ce sentiment d'injustice face aux diverses cruautés qu'Anna Bonus pouvait observer autour d'elle, contre les hommes, les femmes ou les animaux, fut un des éléments déterminants de ses engagements tout au long de sa vie.
Elle fut envoyée à la même époque (sans plus de précision quant à la date) à Brighton dans une école pour jeunes filles afin d'y parfaire son éducation. Elle y excella en littérature, mais eut des difficultés avec le corps professoral. Elle doutait ouvertement du sérieux des cours et posait trop de questions dérangeantes lors des leçons d'éducation religieuse. Elle publia aussi alors une série de poèmes et de nouvelles, la plupart à thème religieux, dans divers magazines : le Churchman's Companion (dont le poème « River Reeds », titre de son recueil paru en 1866), Macmillan's Magazine, London Society ou Penny Post. Son recueil de poésies, paru en 1875, reçut une excellente critique de l’Athanaeum. Son recueil de nouvelles Rosamunda the Princess, an Historical Romance of the Sixth Century; and Other Tales parut la même année. Les notes de bas de page montrent que l'auteur lisait couramment l'italien et qu'elle avait lu Épicure, Pline, Juvénal, Martial, Montaigne, Edward Gibbon, Richard Steele ou Leigh Hunt,,.
Si on ne sait quand elle partit pour Brighton, on sait par contre qu'elle revint s'installer chez ses parents en 1864 à St Leonards-on-Sea, une ville nouvelle près d'Hastings. Ce fut là que son père mourut en juillet 1865. Il laissa une grande fortune (estimée alors à £160 000). Sa fille Anna hérita d'environ £17 500. Ainsi, elle était assurée d'une rente annuelle située entre 700 £ et 900 £. Surtout, le testament paternel spécifiait que les époux de ses filles (au cas où elles se marieraient) n'auraient aucun droit sur cet argent,.

### Mariage
Dès 1866, Anna Bonus tenta d'entrer dans la vie active, non par obligation mais, comme elle le disait, pour s'occuper. Elle s'adressa alors à un avoué local pour lui demander un emploi de bureau. Amusé, il lui désigna un bureau et lui donna des documents à copier. Cependant, il alla immédiatement chez sa mère signaler l'« incident ». Pour lui, une femme de la bonne société ne devait pas travailler. Ce fut pour Anna Kingsford une première expérience de la discrimination sexuelle qui joua un rôle dans son engagement féministe. L'année suivante, elle participa à une campagne pour recueillir des signatures pour une pétition en faveur du droit de propriété des femmes mariées. Elle en jouissait quant à elle grâce au testament de son père.

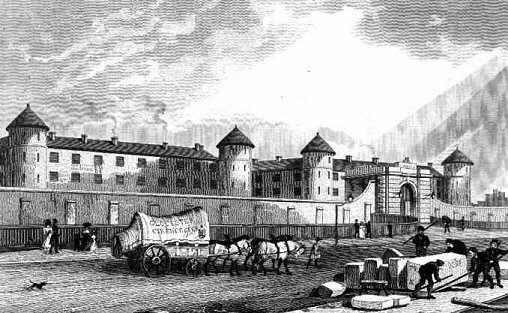
La prison de Millbank dans les années 1820.

Elle épousa son cousin Algernon Godfrey Kingsford, alors âgé de 22 ans, le 31 décembre 1867. Il était fils de pasteur et se préparait lui-même à entrer dans les ordres. Son père avait officié au pénitencier de Millbank, où Algernon était né, puis à Gibraltar à partir de 1846. La mère d'Algernon y mourut d'une fièvre en 1846. Son père se remaria en 1848, eut une fille en 1850 et se suicida en se tranchant la gorge en 1852. Algernon Kingsford faisait alors ses études au collège de théologie de Lichfield (qui devint plus tard une partie de l’Université du Staffordshire). Il était très amoureux d'Anna Bonus. Cependant, sans ressource ni situation, il n'était pas considéré par la mère de la jeune femme comme un bon parti, sans compter le problème social du suicide de son père. La main d'Anna lui fut d'abord refusée et cette dernière envoyée en Suisse. Elle s'enfuit avec Algernon (en tout bien tout honneur précisa-t-elle plus tard). Son futur époux lui avait promis de lui laisser une entière liberté mais aussi le droit de poursuivre la carrière qu'elle désirerait. En cela, il était le meilleur parti possible. Les jeunes gens décidèrent de se marier dès qu'Anna atteindrait sa majorité et leur « fuite » rendit leur mariage nécessaire,.
Après un court voyage de noces à Brighton (Anna fut prise d'une crise d'asthme juste après sa nuit de noces et retourna chez sa mère), les jeunes mariés déménagèrent pour Lichfield, où Algernon était en formation. Le roman de 1868 For Richer, For Poorer, publié sous le nom de plume « Ninon Kingsford » en feuilleton dans le magazine The Amateur Author's Magazine est très autobiographique et montre la vision idyllique et romantique qu'avait alors Anna Kingsford du mariage. Le héros (« Algie ») est paré de toutes les qualités, malgré quelques erreurs dues à de mauvaises fréquentations. Son épouse (« Lucy ») est elle aussi idéale : capable de pardonner et de recueillir l'homme blessé. Anna Kingsford donna naissance à son unique enfant, sa fille Eadith le 24 septembre 1868. Il semblerait qu'ensuite, très rapidement, les époux aient convenu de « vivre comme frère et sœur »,. La grossesse ne se passa pas bien et la santé fragile d'Anna se dégrada. Il y eut alors dans la maisonnée inversion des rôles traditionnels victoriens : le mari géra la maison, les domestiques et la préparation des repas, tandis que bientôt, l'épouse entrerait dans la vie active, malgré ses problèmes de santé. Elle souffrait d’asthme, d’allergies, d’épilepsie, de névralgies, de crises de panique et se retrouvait souvent plongée dans des états de transe,,.

### Conversion au catholicisme

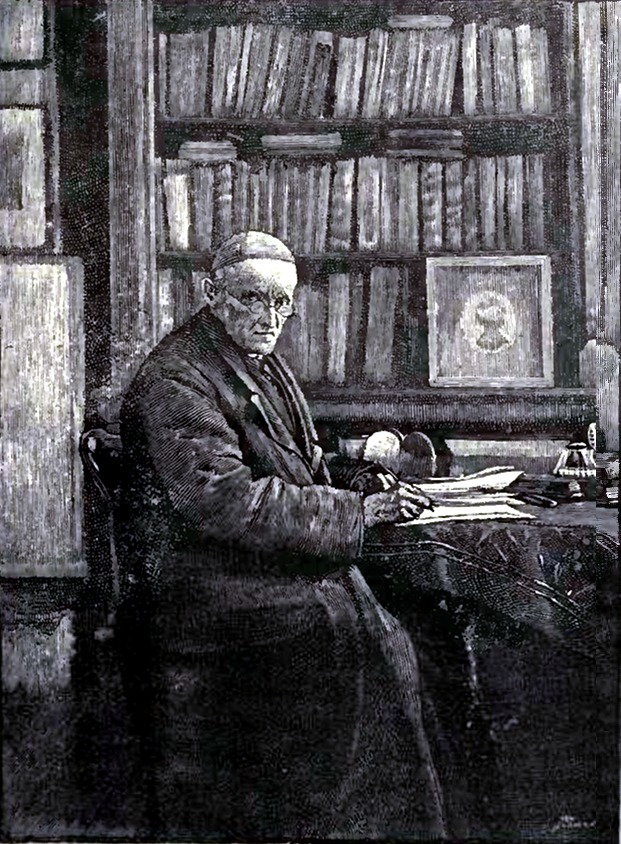
L'archevêque Manning.

En 1869, Algernon Kingsford fut nommé pasteur à Atcham, près de Shrewsbury, dans le Shropshire. Le couple avait alors (principalement grâce à la fortune d'Anna Kingsford) trois domestiques : une cuisinière, une nurse et un valet de chambre,. L'année suivante, Anna Kingsford aurait reçu trois nuits consécutives la visite de Marie Madeleine. Ces apparitions auraient eu pour conséquence sa conversion au catholicisme. Elle se fit dorénavant appeler Anna Mary Magdalen Maria Johanna Kingsford,. Le fait que son frère aîné se fût d'abord rapproché du mouvement d'Oxford puis se fût ensuite converti au catholicisme avant de devenir curé, pourrait aussi avoir joué un rôle dans la conversion. Il y a une autre version encore : selon une des amies proches d'Anna Kingsford, celle-ci se serait convertie pour échapper aux obligations contraignantes et ennuyeuses auxquelles une femme de pasteur était soumise. Elle reçut le baptême catholique le 14 septembre 1870. Elle fut confirmée deux ans plus tard par l'archevêque Manning. Elle n'assista plus jamais aux services célébrés par son mari. Elle n'aurait cependant pas non plus été une catholique très pratiquante,. On retrouve là un schéma identique à celui d'autres féministes et mystiques victoriennes (comme Annie Besant ou Louisa Lowe) : le rejet de l'anglicanisme s'accompagnait d'un éloignement du mari,. L'installation à Atcham dégrada de nouveau la santé d'Anna Kingsford.
Elle finit par être déçue par le catholicisme et ses aspects qu'elle considérait comme « matérialistes » et « idolâtres ». Surtout, elle n'acceptait pas que l'Église catholique ne prît pas position contre la vivisection. Ainsi, elle fut très déçue lorsqu'elle rencontra en 1878 le cardinal Guibert, archevêque de Paris. Celui-ci lui déclara que les scientifiques, en confession, seraient informés du fait que l'Église désapprouvait la vivisection. Lorsque Anna Kingsford lui remit un texte qu'elle avait écrit contre cette pratique, il le mit de côté lui déclarant qu'il le lirait plus tard. Elle en conclut que l'Église avait autant besoin d'être sauvée et réformée que le reste de l'humanité.

### Féminisme
Dès 1867, Anna Kingsford s'engagea activement, malgré sa santé fragile, dans la lutte pour les droits des femmes ainsi que pour leur obtenir le droit de faire des études supérieures. Elle participa d'abord à une campagne pour recueillir des signatures pour une pétition en faveur du droit de propriété des femmes mariées. Son installation à Londres en 1872 lui permit d'accentuer ses activités. Elle y rencontra les féministes Frances Power Cobbe, Barbara Bodichon ou Elizabeth Wolstenholme. Elle s'engagea pour le vote des femmes avec la publication en 1868 de An Essay on the Admission of Women to the Parliamentary Franchise,.

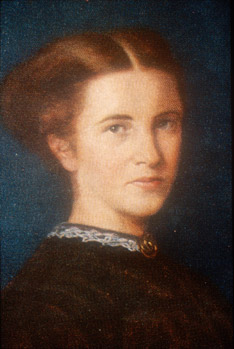
Elizabeth Garrett Anderson, première femme britannique docteur en médecine.

Cet essai présentait le droit de vote des femmes non comme un but en soi, mais comme un moyen, pour celles-ci, de s'émanciper davantage et de quitter leur position d'infériorité pour se réaliser pleinement et atteindre sleur vraie place dans la société. L'auteur commençait par y critiquer l'éducation limitée des jeunes filles à l'époque en la comparant à celle des garçons. Elle demandait que les jeunes filles puissent faire des études classiques (latin et grec) afin d'avoir accès aux auteurs anciens, poètes, historiens et surtout philosophes. Anna Kingsford réclamait aussi le droit pour les jeunes femmes de faire du sport. Elle poursuivait son pamphlet en protestant contre les professions interdites aux femmes, comme la médecine. Elle évoquait Elizabeth Garrett Anderson, la première femme britannique à être devenue docteur en médecine, ou Mary Edwards Walker, une des premières Américaines à devenir médecin, héroïne de la guerre de Sécession et qui s'habillait en homme pour exercer plus facilement son métier, souhaitant qu'il y en eût d'autres. Cependant, elle insistait sur la nécessité de médecins femmes pour soigner les femmes et les maladies de femmes. Elle s'attaquait ensuite aux magazines féminins de son époque, évoquant leur vacuité (liée à l'absence d'éducation des femmes) et le modèle qu'ils proposaient : travaux d'aiguille, mode et romances insipides. Au-delà de l'éducation des jeunes femmes, elle désirait que les femmes continuent à s'éduquer tout au long de leur vie et ne se contentent plus d'être de simples femmes au foyer dépendantes des hommes. Elle insistait d'ailleurs sur le fait que les femmes ne devaient rien attendre des hommes et surtout pas espérer d'eux une amélioration de la condition féminine. Pour cela, elle recommandait la lecture des ouvrages de Barbara Bodichon, d’Harriet Taylor Mill et de sa fille Helen Taylor. Elle suggérait aussi la lecture d'un ouvrage paru en 1854 et assez controversé : The Elements of Social Science du médecin, séculariste et réformateur social George Drysdale (1825-1904). Ce livre critiquait le célibat, avait une approche « libre » des relations sexuelles, défendait la contraception, mais aussi les droits des femmes en général. Il suggérait par exemple qu'il fallait des médecins femmes pour traiter les femmes. Drysdale est considéré comme un des précurseurs de la méthode de régulation des naissances dite « du calendrier » en écrivant en 1854 que la période autour des menstruations était la moins fertile.
Anna Kingsford terminait son essai en évoquant la National Society for Women's Suffrage, dont elle était membre. La même année, à l'automne 1868, elle fut contactée lors de la création d'une société séculariste féminine, liée à la National Secular Society de Charles Bradlaugh, dont elle aurait été la présidente. Mais, elle venait d'accoucher et ne put se rendre à la première réunion. L'attaque très forte de la part des milieux évangéliques que subirent la société et les femmes annoncées comme membres potentielles décida Anna Kingsford à ne pas s'engager dans la lutte pour la libre-pensée.
Cependant, elle évolua peu à peu. Si elle ne renonça pas à son engagement féministe, elle s'éloigna des autres militantes à mesure qu'elle s'engageait dans le mysticisme. Anna Kingsford considérait que le féminisme de son temps était trop hostile aux hommes et poussait ses adeptes à rester vieilles filles. Ses idées spiritualistes d'égalité des âmes en raison des incarnations successives dans un sexe ou l'autre la poussaient en effet à demander un respect de l'équilibre des aspects masculins et féminins dans chaque individu (homme ou femme). De plus, et sans contradiction, pour elle, une femme, pour réaliser une incarnation parfaite en tant que femme devait reconnaître et développer sa féminité. Elle trouvait que trop d'activistes féminines se comportaient plus en homme qu'en femme.

### Directrice de magazine et découverte de la vivisection

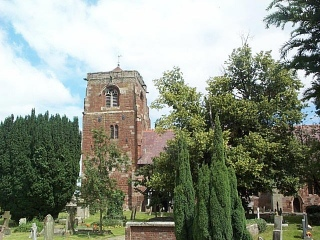

Pour échapper à l'atmosphère d’Atcham, néfaste pour sa santé, mais aussi pour se réaliser hors du mariage, Anna Kingsford fit l'acquisition, grâce à sa fortune personnelle, en octobre 1872, du magazine The Lady's Own Paper. Weekly Journal of Fashion, Fiction, Music, Literature, the Drama & Domestic Economy. Elle partagea dès lors son temps entre son foyer près de Shrewsbury et ses bureaux à Londres,. Créé en 1866, le magazine n'était à l'origine qu'un hebdomadaire féminin comme les autres, comme ceux qu'elle critiquait dans son pamphlet féministe : mode, couture, jardinage, conseils aux jeunes mères, potins et un roman-feuilleton. La rédactrice en chef qu'elle remplaçait annonça aux lectrices que le ton changerait grâce à « Mrs Algernon Kingsford » dont les vues progressistes étaient déjà universellement connues,.
Cependant, Anna Kingsford ne dirigea que quelques numéros : selon les sources, de seulement quatre à ceux de toute une année. Le magazine aurait ensuite périclité : selon les sources pendant trois mois ou deux ans. Il est par contre certain qu'elle y perdit plusieurs centaines de Livres. Pour appliquer ses propres principes féministes et végétariens, elle refusa la publicité : selon les sources toute la publicité ou seulement celle pour les corsets et le cuir. Surtout, le ton des articles changea radicalement : la mode et les potins disparurent remplacés par des textes contre l’alcoolisme, la vivisection ou pour les droits des femmes. Le sous-titre devint : « A Journal of Taste, Progress and Thought ». Il semblerait qu'elle ait alors reçu un important courrier des lectrices habituelles, indignées des changements.
Dans le deuxième numéro qu'elle dirigea (celui du 12 octobre 1872), elle publia un article du médecin anti-vivisection Henry Jacob Bigelow et une lettre de la militante anti-vivisection Frances Power Cobbe. Elle aurait découvert le problème à cette occasion. Anna Kingsford écrivit un article anti-vivisection dans le numéro de la semaine suivante et appela à une pétition au parlement britannique pour demander l'arrêt de cette pratique,. Quelques années plus tard, une nouvelle loi de 1876, la Cruelty to Animals Act, permettait toujours la vivisection mais interdisait la souffrance animale et organisait les expériences.
En 1873, elle écrivit un nouveau roman largement autobiographique, sous le pseudonyme « Colossa » qu'elle avait déjà utilisé pour signer des articles de son magazine : In My Lady's Chamber: a Speculative Romance, Touching a Few Questions of the Day. Son héroïne, Cora est mariée à un pasteur rural Archibald. Cora, de santé fragile, a été gâtée par ses parents dont elle a hérité. Le mariage est décrit comme stupide et qui n'aurait pas dû être. L'héroïne s'ennuie en province, près de la frontière galloise et obtient le droit de partir vivre à Londres, avec un ami. Cependant, le mari ne sait pas que les deux sont amants. Finalement, lorsque Archibald a un accident de cheval, Cora revient vers lui. L'auteur profite du roman pour dénoncer la situation d'infériorité des femmes et leur absence de droits (dont le droit de vote discuté pendant dix pages entre l'héroïne et son frère). Un autre personnage fait la promotion du végétarisme. The Examiner du 26 avril 1873 fit une bonne critique du roman.

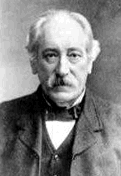
Edward Maitland.

Ce serait en cette même année 1873 qu'Anna Kingsford aurait fait la connaissance d’Edward Maitland, de vingt-deux ans son aîné, probablement lors d'une conférence de la Dialectical Society, mais il semblerait que les romans de celui-ci avaient déjà attiré l'attention de la rédactrice en chef du Lady's Own Paper. Il fut invité dès 1874 à rendre visite au couple Kingsford à Atcham. Dans sa biographie d'Anna Kingsford, Maitland suggère qu'il existerait un lien de parenté entre sa famille et celle d'Algernon Kingsford. Diverses hypothèses ont été émises, comme le fait qu'il soit un oncle par alliance, mais aucune preuve n'a été pour l'instant trouvée,.

### Médecine et lutte contre la vivisection
Pour en savoir plus sur la vivisection, elle décida en 1874 d'entamer des études de médecine afin d'aller voir par elle-même s'il était nécessaire, comme l'affirmaient les médecins, de pratiquer la vivisection pour faire avancer la science. Anna Kingsford se rendit alors en France pour y faire ses études de médecine puisqu’elles lui étaient interdites au Royaume-Uni. Elle s'inscrivit à la faculté de médecine de Paris en avril 1874. Elle était accompagnée d'Edward Maitland à qui Algernon Kingsford avait demandé de lui servir de chaperon. Elle retourna ensuite à Londres où pendant un an, elle prit des cours de diverses matières dont la physiologie et la botanique dans des établissements privés londoniens réservés aux femmes se destinant aux études de médecine (à l'étranger). En 1875, elle déménagea avec son époux et sa fille pour Paris et ils s'installèrent rue de Vaugirard,,,.
Son objectif premier était de réussir ses études de médecine sans avoir une seule fois recours à la vivisection et sans assister à une seule vivisection. Dans un échange de lettres avec Maitland, resté à Londres, celui-ci lui suggérait de ne pas le dire, afin d'éviter que ce type de cours fût rendu obligatoire. Finalement, elle se retrouva malgré tout face au problème. Refusant catégoriquement de laisser son professeur pratiquer la vivisection durant les cours auxquels elle assistait, elle devait régulièrement changer d'enseignant. Elle finit par oser poser la question. L'interrogation lui fut pardonnée car elle était britannique (donc considérée par définition comme excentrique), une femme (donc considérée comme pardonnable par définition) et une jolie femme. Son professeur admit que la vivisection n'était pas nécessaire en effet et que l'argument de la nécessité n'était invoqué que pour se débarrasser des interférences religieuses ou morales qui empêchaient la science d'avancer. Elle remportait donc une victoire à la Pyrrhus : la vivisection n'était pas nécessaire, mais sa nécessité était invoquée pour éloigner spécifiquement des gens comme elle.

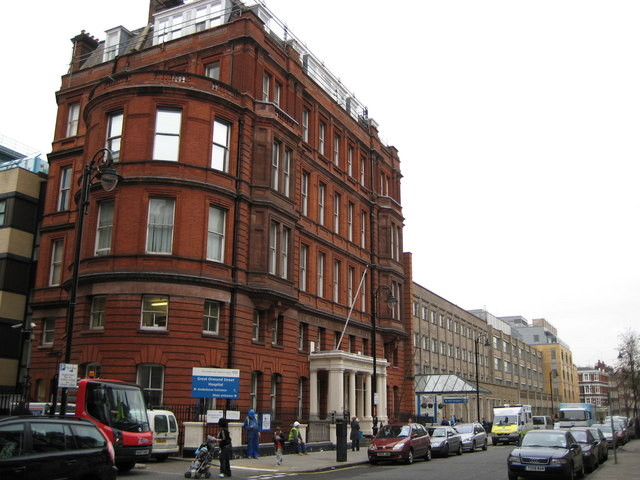
Le Great Ormond Street Hospital for Children.

Elle étudia deux ans à Paris puis fut autorisée à poursuivre ses études à Londres. Durant les derniers mois de 1876 et les premiers mois de 1877, elle fut interne au Great Ormond Street Hospital for Children dans Bloomsbury ; elle habitait avec sa tante par alliance, Mary Ellen Kingsford, à Chelsea. Elle retourna à Paris en avril 1877 et s'installa avec sa fille et une gouvernante rue Boissière.
Durant ses études, elle fit une attaque qui la paralysa temporairement du côté gauche. Elle devint docteur en soutenant une thèse le 22 juillet 1880 sur « De l'alimentation végétale chez l'homme », fondée sur ses idées de défense du bien-être animal. L'ouvrage fut publié l'année suivante, à Londres, sous le titre The Perfect Way in Diet. Elle y considérait que seul le végétarisme permettrait d'unir corps et âme. Elle était la septième femme britannique diplômée de la faculté de médecine de Paris et la dix-huitième femme britannique à devenir docteur en médecine,.
En 1877, lors d'une séance spiritualiste avec Edward Maitland, elle aurait reçu la « visite » du chirurgien écossais Sir William Fergusson qui lui aurait enjoint de poursuivre la lutte contre la vivisection. Elle adhéra (ainsi que Maitland) à l'Association internationale pour la suppression totale de la vivisection, peut-être vers 1878 (date de ses premiers articles pour l'association). Elle fut membre de son comité directeur à partir de 1880, mais sa présence finit par diviser le comité. À Pâques 1881, un pamphlet fut rédigé par Maitland : Woman and the Age: a Letter addressed to the Right Hon. W. E. Gladstone, M. P. pour demander le vote du projet de loi contre la vivisection. Le pamphlet parlait au nom de tous les membres de la société sans qu'ils aient été consultés. Anna Kingsford et Edward Maitland furent poussés à la démission. Elle continua cependant la lutte anti-vivisection. Le seul contact avéré entre Anna Kingsford et Annie Besant se fit sur ce sujet. À l'été 1881, cette dernière écrivit dans le National Reformer, le journal de la National Secular Society une défense de la vivisection excusant la souffrance des animaux au nom de l'intérêt du plus grand nombre. La réponse d'Anna Kingsford, publiée dans le même journal en novembre, fut de comparer la vivisection et l'Inquisition. Celle-ci sacrifiait aussi un petit nombre au nom du bien commun. L'argument convainquit définitivement la libre-penseuse, qui devint elle aussi plus tard végétarienne. Dans son article de 1882 : « The Uselessness of Vivisection » paru dans le périodique The Nineteenth Century, Anna Kingsford dénonçait encore les méfaits de la vivisection, physiquement pour les animaux et moralement pour les hommes. Elle fut alors violemment attaquée par le médecin William Gull qui employa l'argument habituel d'une petite souffrance animale contre le bien-être d'une multitude humaine. À cette occasion, il insista bien sur le fait que son adversaire était « Mrs Kingsford » et non pas « le docteur Kingsford », lui refusant ainsi son titre. Elle créa aussi en 1883 des sociétés anti-vivisection en France et à Genève. Elle considérait que ses qualités médiumniques étaient importantes pour la cause car elle était persuadée qu'elle avait réussi à causer, par sa simple volonté, la mort de Claude Bernard en 1878,.
De retour à Londres à l'automne 1880, Anna Kingsford ouvrit un cabinet médical privé car la British Medical Association avait interdit aux femmes de devenir membre de l'ordre en 1874 (l'interdiction continua jusqu'en 1892). Le cabinet fut rapidement florissant car elle eut de nombreuses patientes. Il semblerait qu'elle ait eu un succès non négligeable auprès des « hystériques »,. Elle multiplia aussi les conférences, sur les sujets de la médecine, du végétarisme ou de la vivisection, durant les années qui suivirent, au Royaume-Uni ou sur le continent, y gagnant une renommée grandissante. Même lorsqu'elle s'engagea dans d'autres voies (spiritualisme, théosophie ou hermétisme), elle ne cessa jamais son combat contre la vivisection. De 1884 à 1886, elle écrivit une chronique hebdomadaire dans le magazine féminin Lady's Pictorial où elle donnait sous forme de réponse au courrier des lectrices des conseils de santé et de beauté aux femmes : sur l'obésité, la minceur, le teint, les cheveux, les dents, les nourrissons, etc. Une bonne partie des conseils tournait autour du régime alimentaire et donc du végétarisme. Une partie de ses chroniques fut publiée en 1886 sous le titre Health, Beauty and the Toilet: Letters to Ladies from a Lady Doctor.

### Mysticisme et spiritualisme

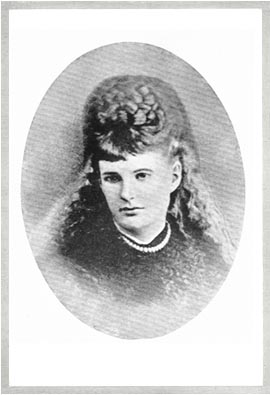
Anna Kingsford.

Anna Kingsford avait pratiquement toujours eu des expériences mystiques : dans son enfance comme lors de sa conversion au catholicisme. Elle s'était aussi, dès 1867, initiée au spiritualisme. Lorsqu'elle faisait campagne pour faire signer la pétition sur le droit de propriété des femmes mariées, elle rencontra la médium Florence J. Theobald qui l'invita à des « séances ». À partir de 1876, elle devint convaincue que c'était par ses rêves (endormie ou éveillée) qu'elle avait accès à des informations hors de portée du commun des mortels qu'elle appelait ses « illuminations », au-delà de la simple clairvoyance. Elle écrivit qu'elle serait une « vieille âme » qui aurait été initiée lors de cultes à mystères gréco-égyptiens. Elle aurait conservé les bienfaits de ces initiations lors de ses incarnations suivantes. Ses « illuminations » n'avaient pas une source externe, mais bel et bien interne. Elles provenaient de l'« ange-génie » attaché à Anna Kingsford : pour elle, toute « âme-esprit » humain avait, attaché à lui, un « ange-génie », comme la Terre a d'attachée la Lune. La Lune reflète à la Terre la lumière du Soleil comme l'« ange-génie » reflète à l'« âme-esprit » la lumière divine qui se trouve en lui. Selon Anna Kingsford, elle pouvait accéder, grâce à ses initiations, à son « ange-génie » interne : il ressemblait à Dante, était habillé de rouge et tenait à la main un cactus,. Cet « ange-génie » fait aussi écho à la théorie du néoplatonicien, Jamblique, qu'Anna Kingsford connaissait et citait. Il évoquait une âme sur deux plans : un plan inférieur et un plan supérieur, les deux se rejoignant dans certains états, comme le sommeil. La plupart des discussions entre Anna Kingsford et son « ange-génie » portaient sur la vie quotidienne et les difficultés de celle-ci. Cependant, une partie était des « illuminations » avec une signification plus large. Une « illumination » de 1880 explique le fonctionnement de celles-ci mais aussi en grande partie l'attitude ésotérique et mystique d'Anna Kingsford ensuite. Son « ange-génie » lui dit : « Il n'y a pas d'illumination qui vienne de l'extérieur ; le secret des choses est révélé de l'intérieur. Ne crois pas que je te dise ce que tu ne sais pas : si tu ne le savais pas, il ne pourrait pas t'être donné. ». Un premier compte-rendu de ses « illuminations » fut publié en 1888 sous le titre Dreams and Dream Stories et un second Clothed with the Sun en 1889.
Une de ses premières « illuminations », datant de 1876 et retranscrite sous le titre « The Doomed Train » (« Le Train maudit ») dans Dreams and Dream Stories montre le but mystique que s'était fixé Anna Kingsford. Dans ce rêve, un train roule à pleine vitesse vers un déraillement certain, mais, après de nombreuses difficultés, elle réussit avec l'aide de Maitland à détacher la locomotive des wagons et à sauver le train. Elle a interprété son « illumination » comme une parabole du matérialisme qui précipite à sa perte la civilisation moderne coupée de toute spiritualité. Tout le travail qu'Anna Kingsford entreprit ensuite avait donc pour but de sauver l'humanité. À l'automne 1877, Edward Maitland publia The Soul and How It Found Me où il exposait le résultat de ses recherches mystiques. Il y inclut aussi des comptes-rendus des « séances » qu'il fit avec Anna Kingsford, qu'il appelait dans l'ouvrage « The Seeress » ou « Mary » afin de respecter son anonymat. Il fit bien car le livre fut très vivement attaqué par les critiques, principalement en raison justement des comptes-rendus de « séances ». Finalement, à la demande de la « prophétesse », il fit retirer l'ouvrage de la vente.
Dès 1876 aussi, Anna Kingsford infléchit ses croyances religieuses vers plus de vénération mariale, en lien avec son féminisme. Elle considérait que le principe divin féminin (la déesse mère) précédait le principe divin masculin (le culte solaire). Pour elle, les preuves en étaient la naissance du Christ (le principe divin masculin procède du principe divin féminin) ou son premier miracle : c'est lorsque sa mère, le principe féminin, dit « Ils n'ont plus de vin », que Lui, le principe masculin, exerce son pouvoir divin.
En 1875, Edward Maitland avait été présenté à Lady Caithness, duchesse de Medina Pomar, la célèbre spirite. En 1878, il lui rendit visite à Paris et amena Anna Kingsford avec lui. La duchesse, qu'ils verraient régulièrement les années suivantes, leur conseilla alors la lecture de Jakob Böhme et Éliphas Lévi. L'année suivante, Anna Kingsford fut présentée à Isabelle de Steiger par une connaissance commune, Letitia Going, membre de la British National Association of Spiritualists.
Durant l'été 1881, Anna Kingsford donna, chez elle à Londres, une série de conférences intitulées « The Perfect Way », publiées ensuite sous le titre The Perfect Way, or Finding of Christ. Il s'agissait pour elle de communiquer le résultat de ses « illuminations » ainsi que de ses études ésotériques : principalement l'idée que les anciens cultes à mystères étaient des composants essentiels du christianisme. Les sujets traités la poussèrent à réserver l'entrée à un public choisi, d'autant plus que la taille de son salon était limitée. Elle et Maitland choisirent parmi les spiritualistes ceux qui « étudiaient l'Esprit » plutôt que ceux qui « recherchaient le contact avec des esprits ». Ils se tournèrent alors vers les membres de la Société théosophique. La British Theosophical Society venait d'être fondée, en 1878, trois ans après la création de la société à New York par Madame Blavatsky et le colonel Olcott. Maitland traça rapidement un parallèle entre le binôme Blavatsky-Olcott, engagé dans la recherche ésotérique et mystique aux États-Unis, et le sien, Kingsford-Maitland, engagé dans la recherche ésotérique et mystique au Royaume-Uni. Un des invités aux conférences « The Perfect Way » fut Charles Carleton Massey, alors président de la British Theosophical Society',.

### Théosophie

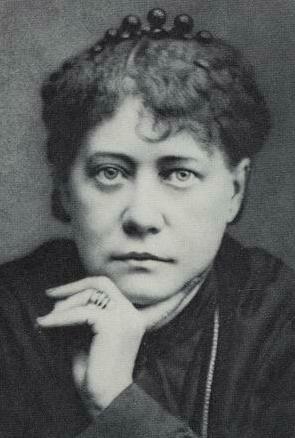
Portrait d'Helena Blavatsky en 1877 à New York.

Le spiritualisme apportait, selon Anna Kingsford, la preuve de la survie de l'âme après la mort et la possibilité de communiquer avec les morts. Elle se rapprocha de la théosophie qui, pour elle, permettait le contact et la compréhension mystiques du divin. L'idée de base de la théosophie est qu'il existerait une sagesse primordiale, qui précéderait toutes les formes de religion et de spiritualité qui en découleraient toutes. Par l'étude des différentes traditions religieuses et spirituelles, il serait possible de retrouver cette sagesse primordiale et de permettre à l'humanité de poursuivre son élévation spirituelle. The Perfect Way d'Anna Kingsford montrait qu'elle croyait en la réincarnation, aux corps astraux, au karma. Elle y considérait que l'être humain était responsable de son destin et y décrivait Dieu comme la « substance de l'humanité ». Elle avait donc naturellement été attirée par la théosophie où elle fut chaleureusement accueillie grâce justement à cet ouvrage,.
Les théosophes (Madame Blavatsky et Alfred Percy Sinnett en tête) appréciaient son travail et virent en elle une recrue de choix. Sinnett, dans sa critique de The Perfect Way, or Finding of Christ considérait bien que les connaissances occultes n'étaient pas toujours maîtrisées ou que l'insistance sur la divinité féminine était exagérée, tout comme les aspects chrétiens. Cependant, il le qualifiait aussi de « grand livre à la réception duquel l'Occident corrompu par une fausse doctrine religieuse n'était pas prêt ». Les attaques contre les aspects féministes entraînèrent une controverse entre Sinnett et Kingsford-Maitland en octobre et novembre 1882, jusqu'à l'intervention de Madame Blavatsky qui arbitra définitivement en qualifiant The Perfect Way d'« œuvre remarquable »,.

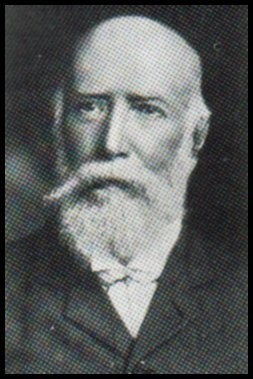
Alfred Percy Sinnett.

Aussi, lorsque la duchesse de Pomar et Charles Carleton Massey suggérèrent à Anna Kingsford de se présenter pour assumer la présidence de la British Theosophical Society, elle n'eut aucune difficulté à se faire élire le 7 janvier 1883. Elle la rebaptisa « London Lodge of the Theosophical Society » (« loge londonienne de la société théosophique ») pour respecter le caractère unitaire et fraternel de la société théosophique. Elle faisait la comparaison avec la franc-maçonnerie : une seule franc-maçonnerie mais plusieurs loges. Elle annonça alors qu'elle désirait que la société étudiât d'un point de vue ésotérique toutes les religions, traditions et réflexions sur le divin : religion grecque antique, hermétisme, bouddhisme, védisme et même le catholicisme,.
À l'automne 1883, Anna Kingsford eut à faire face à deux problèmes, d'importance différente, qui menacèrent la théosophie. Le premier était le lien qui se développait entre la théosophie et la National Secular Society de Charles Bradlaugh. Le journal de la société théosophique, The Theosophist, était publié depuis le siège en Inde. Pour lutter contre l'influence grandissante des missions chrétiennes dans le sous-continent, les rédacteurs indiens inclurent des publicités pour le journal séculariste, The National Reformer et pour les publications des presses de la libre-pensée. Par réciprocité, Bradlaugh publia des publicités pour The Theosophist dans son journal. Mais, Bradlaugh et Annie Besant sortaient alors d'un procès retentissant en « obscénité » pour la publication d'un ouvrage néo-malthusien, The Fruits of Philosophy. De plus, Bradlaugh, qui venait d'être élu au parlement britannique pour Northampton, se voyait refuser le droit de siéger car on n'accordait aucune valeur au serment de fidélité d'un libre-penseur qui ne pouvait invoquer la protection divine. Anna Kingsford considéra qu'il était dangereux pour la théosophie de se trouver associée à des personnes et des publications matérialistes. Elle fut soutenue par Madame Blavatsky, à qui le gourou Morya et le Mahatma Koot Hoomi avaient ordonnés de cesser la publication de ces publicités. Le second problème qu'Anna Kingsford dut affronter était lié à cette relation avec le Mahatma Koot Hoomi. Il s'agissait de l'« affaire Kiddle ».
D'après Madame Blavatsky, une confrérie d'esprits supérieurs et éthérés, les Mahatmas, vivraient sur les hauteurs inaccessibles du Tibet et auraient choisi de lui révéler les secrets ésotériques à la base de toutes les religions. Un des modes de communication de ces Mahatmas aurait été la matérialisation de lettres contenant leurs enseignements. Ces « lettres des Mahatmas » servirent à la rédaction de The Occult World (1881) et Esoteric Buddhism (1883) de Sinnett. Or, le spiritualiste et médium anglo-américain Henry Kiddle découvrit qu'un paragraphe complet d’Esoteric Buddhism était le plagiat d'une de ses conférences de 1880. Le Mahatma Koot Hoomi se « justifia » dans une de ses « lettres » suivantes en écrivant que les idées de Kiddle flottaient dans l'éther, avaient été entendues et recopiées par un de ses disciples et lui avaient été attribuées. La révélation de ce plagiat (et donc d'une possible fraude quant à l'origine réelle des textes) causa beaucoup de tort à la théosophie. Anna Kingsford défendit la société en attaquant le concept des Mahatmas. Elle critiquait le besoin d'avoir recours à la révélation et donc à la superstition plutôt qu'à l'étude. Elle écrivit que la vénération d'autorités supérieures avait été la perte de toutes les religions dès lors que leur remise en cause était considérée comme un blasphème. Or, il n'était pas possible au sein de la théosophie de critiquer le Mahatma Koot Hoomi et Esoteric Buddhism y était de plus en plus considéré à l'égal de la Bible, comme un nouveau dogme. Pour elle, la vraie raison d'être de la théosophie était de sauver la vérité de la superstition. Les progrès de l'âme ne pouvaient se faire en acceptant les enseignements d'une autorité supérieure, mais par la réflexion et la raison.
Le fossé entre Anna Kingsford (et Edward Maitland) d'un côté et Madame Blavatsky et Alfred Percy Sinnett de l'autre se creusa pendant l'hiver 1883-1884. Anna Kingsford voulait continuer à étudier le christianisme et refusait le tout bouddhisme au sein de la société. Madame Blavatsky et Sinnett rejetaient tous liens avec le christianisme et insistaient sur l'enseignement des maîtres, les Mahatmas. Or, Anna Kingsford rappelait que lorsqu'on l'avait invitée à rejoindre la théosophie, voire à prendre la tête de la loge londonienne, il n'avait jamais été question d'accepter sans discussion l'enseignement des Mahatmas ou de leur obéir sans discussion non plus. Elle ne voulait pas non plus opposer étude du christianisme ésotérique et étude du bouddhisme ésotérique. De son côté, Madame Blavatsky commençait à regretter d'avoir recruté Anna Kingsford.

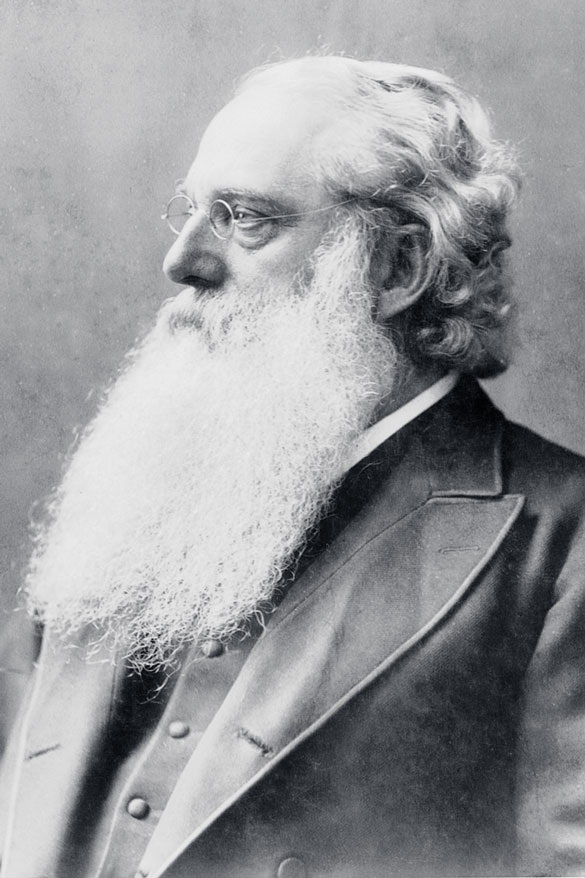
Henry Steel Olcott.

En décembre 1883, Anna Kingsford fit envoyer à tous les membres de la loge une lettre où elle présentait son point de vue et se défendait des attaques dont elle était l'objet. Elle y rappelait ses « qualifications » qui lui avaient permis de devenir leur présidente (The Perfect Way, ses dons médiumniques et ses diplômes scientifiques). Elle y refusait le dogmatisme d’Esoteric Buddhism qu'elle critiquait. Elle considérait que l'ouvrage était « matérialiste, exotérique et non scientifique » et qu'il n'était « pas plus bouddhiste qu'ésotérique ». Elle suggérait de diviser la loge en deux branches. Une, qu'elle dirigerait, étudierait le christianisme ésotérique : la Section catholique de la Loge londonienne. L'autre, dirigée par Sinnett, étudierait le bouddhisme ésotérique des maîtres tibétains. Elle ne concevait pas les branches comme exclusives. Le 5 avril 1884 se tint le congrès la Loge londonienne de la société théosophique. Les versions divergent. Selon les récits d'Alfred Percy Sinnett et de Charles Webster Leadbeater, Anna Kingsford se présenta pour se faire réélire à la tête de la loge et se heurta à une très forte opposition de la part de la « faction Sinnett ». Selon Henry Steel Olcott, un accord aurait été trouvé avant le congrès : Anna Kingsford ne se représenterait pas et prendrait la direction d'une « Loge hermétique de la Société théosophique ». Le congrès se déroula cependant dans un grand désordre, Henry Steel Olcott ayant des difficultés à maintenir l'ordre. Madame Blavatsky fit même une entrée théâtrale et obligea les « factions » à se réconcilier. En mai, Olcott décida que les théosophes devaient appartenir soit à la Société théosophique soit à la Loge hermétique de la Société théosophique. Anna Kingsford quitta la théosophie pour fonder son Hermetic society, déjà en germe dans la seconde réunion de la loge hermétique le 22 avril 1884,,,.

### Hermétisme
L’Hermetic Society commença donc en tant que « Loge hermétique de la Société théosophique ». La première réunion de la loge eut lieu le 9 avril 1884, chez Charles Carleton Massey. Parmi les personnes présentes, outre Anna Kingsford, Edward Maitland, Charles Carleton Massey et Henry Steel Olcott, se trouvait Oscar Wilde, accompagné de son frère et de sa mère, chez qui Anna Kingsford avait déjà été reçue. Après la décision d'Olcott d'interdire aux théosophes d'appartenir aux deux loges, le 9 mai 1884, la loge hermétique se transforma définitivement en Société hermétique. Lors de cette première séance, Anna Kingsford donna son interprétation, publiée ensuite dans Dreams and Dream Stories, de la légende de Saint Georges et le dragon : le dragon est le matérialisme, la jeune femme l'âme humaine que la société sacrifie au dieu de la consommation et Saint Georges est Hermès.

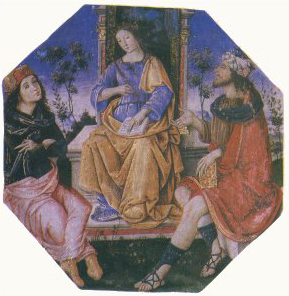
Isis, entre Hermès Trismégiste et Moïse.

Lors des premières réunions de l’Hermetic Society, les orateurs furent Anna Kingsford et Edward Maitland, Charles Carleton Massey (qui avait lui aussi démissionné de la Theosophical Society), mais aussi Arthur Lillie, un ancien officier de l'armée des Indes britanniques et spécialiste du bouddhisme (preuve que celui-ci n'était pas rejeté), ou le poète Roden Noel. Les thèmes abordés allaient de l'« herméneutique biblique » à « La nature et la constitution de l'ego » en passant par « Le Rāma indien et ses liens avec les mystères d'Osiris et d'Éleusis ». Au printemps 1885, l'affluence moyenne aux conférences était de trente-cinq personnes. Les comptes rendus des réunions étaient publiés dans le journal spiritualiste Light. Les conférences d'Anna Kingsford furent reprises dans The Credo of Christendom publié après son décès en 1916,. MacGregor Mathers participa aux travaux de l’Hermetic Society en 1886 et donna une conférence sur la Kabbale le 3 juin. Quant à William Wynn Westcott, il vint parler du Sefer Yetsirah. Les réunions rassemblaient alors jusqu'à cinquante personnes.
En fait, le passage d'Anna Kingsford par la Société théosophique l'avait définitivement convaincue qu'elle ne pouvait être le disciple de quiconque. Créer sa propre société lui permettait d'entreprendre ses propres recherches ésotériques et occultes. Elle mit alors au point une théologie personnelle, formée de christianisme, de magie de la Renaissance, de mysticisme oriental et de féminisme. Son parcours et ses engagements prennent une plus grande cohérence quand on étudie ses croyances. Son opposition farouche à la vivisection se comprend face à son idée d'une transmigration ascendante des âmes, s'améliorant de réincarnation en réincarnation, depuis les premières incarnations dans l'animal jusqu'à la disparition définitive du corps physique à la fin du cheminement spirituel. Son féminisme se comprend lorsqu'elle dit que l'âme est essentiellement féminine : « les mystères sacrés, que ce soient ceux de la Bible ou des autres religions, ont pour but de permettre à l'homme de se renouveler en développant son âme (la Femme Essentielle), et de devenir, à travers Elle, une image parfaite de l'âme Universelle ». Elle croyait en une androgynie essentielle des âmes et se considérait une continuatrice de la pensée de Swedenborg à ce sujet. Pour elle, les hommes (au sens du masculin) ne pourraient atteindre l'intuition complète de Dieu qu'en exaltant la Femme en eux. Dès lors, sa vénération pour la Vierge et donc sa conversion au catholicisme trouve aussi tout son sens,,.

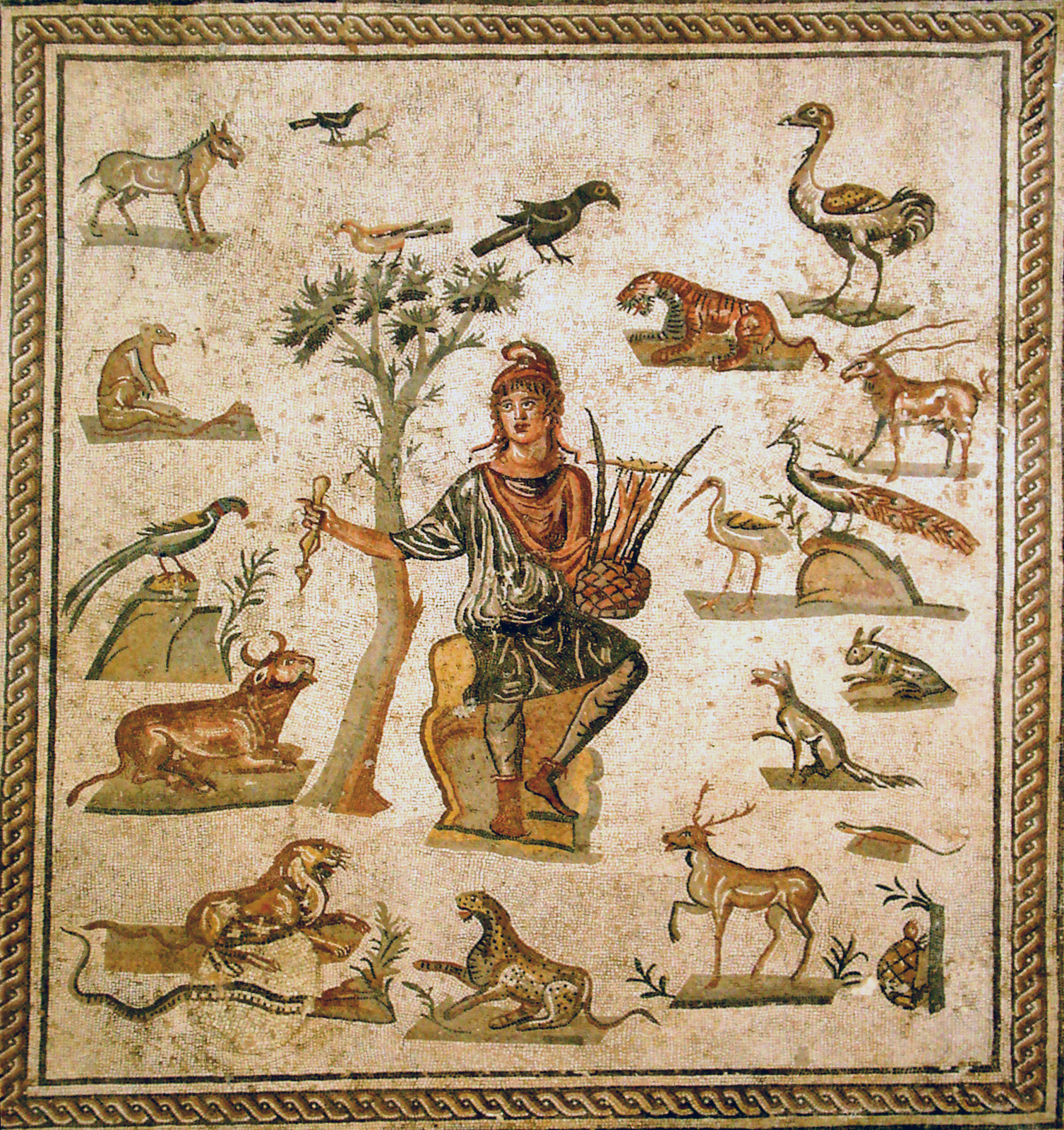
L'orphisme fait partie des cultes à mystères ayant influencé Anna Kingsford.

Son Hermetic Society participait aussi de sa volonté de réforme chrétienne. Elle désirait l'utiliser pour faire repartir l'Église à zéro, grâce à une nouvelle « Église ésotérique ». Pour elle, l'Église chrétienne avait perdu de vue ses éléments fondamentaux issus de l'ésotérisme païen, principalement ceux des cultes à mystères hermétiques égyptiens ou grecs. Elle considérait la révélation christique comme la descendante et l'héritière de ces cultes et non comme la concurrente qui devait les éliminer. L'étude du néo-platonisme, du gnosticisme des textes platoniques, pythagoriciens ou hermétiques, de la Kabbale ou du soufisme montrait pour elle que le christianisme participait d'un mouvement plus vaste et plus ancien. Elle voyait l'histoire du Christ comme une allégorie de la recherche de la perfection spirituelle inhérente à chaque être humain. Elle voulait que les membres de sa société hermétique travaillent à nettoyer le christianisme de tous les ajouts et distorsions qui s'y étaient agrégés depuis l'origine. Ainsi, ils en retrouveraient la doctrine originelle et réelle. Là se trouvait un autre point de désaccord avec les théosophes : pour eux, l'étude des traditions ésotériques et occultes prouvait les absurdités du christianisme et donc sa disqualification. Pour Anna Kingsford au contraire, cela montrait la capacité du christianisme à participer au renouveau religieux,.
Malgré ses premières critiques contre l'occultisme de Madame Blavatsky, elle s'y intéressa elle-aussi. Il semblerait qu'elle ait accepté avec enthousiasme la proposition que lui aurait faite MacGregor Mathers en 1886 de lui donner des cours. Elle avait déjà publié avec Maitland en 1885 sa propre version du Corpus Hermeticum. Cependant, elle désirait approfondir ses connaissances kabbalistiques et hermétiques afin de développer ses pouvoirs magiques. Elle voulait obtenir la maîtrise des forces élémentaires pour les diriger contre les plus célèbres vivisecteurs, comme Louis Pasteur. Elle considéra, en novembre 1886, que c'était elle qui avait, par la pensée, réussi à causer la mort de Paul Bert, qu'elle appelait « l'un des plus célèbres membres de la confrérie parisienne de vivisection »,.
L'Hermetic Society influença après la mort d'Anna Kingsford l'Ordre hermétique de l'Aube dorée.

### Décès
Anna Kingsford ne se ménageait pas. Elle multipliait les tournées de conférences sur les sujets qui lui tenaient à cœur : le vote des femmes, la vivisection, le végétarisme et l'hermétisme. Elle donna ainsi, dans le cadre d'une tournée dans l'Ouest de la Grande-Bretagne, quatre conférences anti-vivisection en quatre soirs à Hereford, où elle réussit à créer une association anti-vivisection, et à Bristol dans la semaine du 5 octobre 1885. Mais, elle fatiguait de plus en plus.

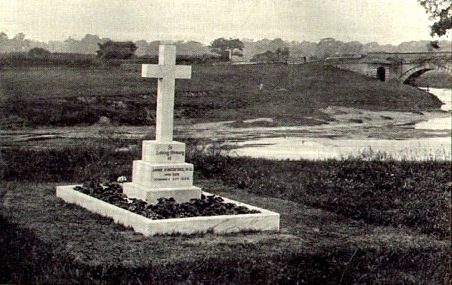
Tombe d'Anna Kingsford à Atcham.

Le 17 novembre 1886, alors qu'elle était à Paris, Anna Kingsford décida d'aller confronter Louis Pasteur dans son laboratoire au sujet de la vivisection. Elle traversa la capitale sous la pluie. Elle rentra après avoir marché près de cinq heures, trempée jusqu'aux os. Elle dut prendre le lit et y resta plus d'un mois, souffrant d'une inflammation des poumons selon son propre diagnostic. Elle finit par cracher du sang. Son époux la rejoignit alors afin de descendre vers les climats plus cléments de la Méditerranée. En février 1887, sa tuberculose définitivement avérée, elle avait perdu le poumon gauche et les médecins ne lui donnaient plus que quelques mois. Elle continua cependant à travailler : écrivant toujours ses conseils hebdomadaires pour le Lady's Pictorial et un article mensuel pour un magazine américain ou rencontrant les membres de la haute société britannique, comme Richard et Isabel Burton à Cannes. Cependant, les travaux de l’Hermetic Society furent interrompus. Son époux retourna en Angleterre et elle descendit vers l'Italie au printemps 1887 avec Edward Maitland. Elle y retrouva son frère, le général Joseph Bonus. Elle s'installa à nouveau à Londres en juillet 1887, sans que le voyage lui eût amélioré la santé. « Dying is a very slow process », écrivit-elle dans son journal le 3 août. Elle cessa d'écrire pour le Lady's Pictorial en septembre.
Sa tuberculose ne se soignant toujours pas, elle recevait des doses de plus en plus fortes de morphine et de chloroforme. Elle mourut dans sa résidence londonienne, le 22 février 1888. Selon certaines sources, Maitland était présent, mais pas son époux. Cependant, d'après son certificat de décès, il était bien là. Anna Kingsford fut enterrée dans le cimetière de l'église où officiait son mari Algernon à Atcham. La cérémonie fut célébrée par son frère, le pasteur Edward Bonus.

### Postérité
Dans les années qui suivirent la mort d'Anna Kingsford, Edward Maitland s'attela à l'édition posthume de ses « illuminations ». Il mit en forme Dreams and Dream Stories qui regroupe des rêves reçus entre 1876 et 1887. Ils datent principalement de l'année 1877. Oscar Wilde en fit une bonne critique dans Women's World de février 1889. Clothed with the Sun, publié en 1889, est une compilation de soixante-huit autres « illuminations » reçues entre 1877 et 1884, plus mystiques que les précédentes. L'ouvrage est considéré comme un complément essentiel au Perfect Way. Il fut admiré aussi bien par les chrétiens mystiques que par les théosophes, ainsi que par Arthur Edward Waite. En 1891, Maitland créa un éphémère groupe de réflexion, The Esoteric Christian Union, destiné à étudier les textes ésotériques d'Anna Kingsford qu'il appela « l'Évangile de l'Interprétation ». La société eut peu de succès, mais une de ses recrues fut l'avocat Samuel Hopgood Hart qui devint l'éditeur suivant des travaux d'Anna Kingsford. Il prit en effet le relais d'Edward Maitland après son attaque juste après avoir achevé la biographie Anna Kingsford : Her Life, Letters, Diary and Work,. Cet ouvrage fut dès sa parution controversé. Une partie des détracteurs se trouvait dans l'entourage même d'Edward Maitland et Anna Kingsford. Il fut reproché à Maitland de n'avoir donné que sa version biaisée des faits. Il s'y serait donné un trop grand rôle. Certains épisodes ne se trouvent que dans cette biographie et ne sont pas avérés par ailleurs. Ainsi, l'inimitié supposée de Frances Power Cobbe, évoquée par Maitland, est démentie par exemple par les annonces des conférences d'Anna Kingsford dans le journal de Cobbe. De même, il suggère dans l'ouvrage qu'Anna Kingsford et lui habitaient ensemble, platoniquement, quand l'étude des recensements montre qu'ils ont deux adresses différentes. Il lui fut aussi reproché d'avoir donné des arguments aux adversaires d'Anna Kingsford en proposant une version de sa vie la présentant comme plus illuminée qu'elle ne l'était vraiment. Enfin, Maitland détruisit tous les originaux : lettres, journaux ou conférences en sa possession, rendant impossible l'écriture d'une autre version que la sienne.
Le 1er mars 1888 fut fondée la Golden Dawn dont Anna Kingsford est considérée comme la « mère spirituelle », MacGregor Mathers et Westcott, deux des fondateurs, ayant fait partie de l’Hermetic Society. La recherche d'une « compagne spirituelle », trouvée en Mina Bergson, aurait été inspirée à MacGregor Mathers par le binôme Kingsford-Maitland. De son côté, Aleister Crowley la considérait comme une « femme immorale » (ce qui, pour lui, était positif, signifiant « en dehors de la morale victorienne ») et qui donc « a fait plus pour le monde religieux que quiconque depuis des générations ». L'occultiste Dion Fortune est quant à elle considérée comme une des successeurs et héritières directes d'Anna Kingsford : théosophe, elle préférait l'étude des spiritualités occidentales et sa « Community of Inner Light » suivait la même ligne de réflexion que l’Hermetic Society. Édouard Schuré, qui avait le même type d'idées qu'Anna Kingsford concernant le christianisme ésotérique (ainsi qu'il l'écrit dans ses Grands Initiés de 1889) ou les mystères d'Éleusis et les liens entre les deux, préfaça en 1891 la traduction française de The Perfect Way.

## Publications
- (A. Bonus), Beatrice: a Tale of the Early Christians, Joseph Masters, Londres, 114 p., 1863.
- (Anonyme), River-Reeds. Poems, Joseph Masters, Londres, 71 p., 1866.
- (Ninon Kingsford), An Essay on the Admission of Women to the Parliamentary Franchise, Trubner & Co., Londres, 1868.
- (Colossa) In My Lady’s Chamber; a Speculative Romance Touching a Few Questions of the Day., J. Burns, Londres, 319 p., 1873.
- (Ninon Kingsford), Rosamunda the Princess, an Historical Romance of the Sixth Century; and Other Tales, James Parker and Co., Oxford et Londres, 365 p., 1875.
- The Perfect Way in Diet, A Treatise advocating a return to the natural an ancient food of our race., Kegan Paul, Trench & Co., Londres, 121 p., 1881. En français De l'alimentation végétale chez l'homme (végétarisme), thèse pour le doctorat en médecine, Paris, 1880. archive.org
- The Perfect Way, or Finding of Christ (avec Edward Maitland), Hamilton, Adams & Co., Londres, 405 p., 1882. Seconde édition révisée et augmentée Field and Tuer, Londres, 1887. Traduit en français La Voie Parfaite ou Le Christ ésotérique, préface par Édouard Schuré, Imprimerie Typographique F. Guy, Alençon, 1891. gallica.bnf.fr
- The Virgin of the World. A translation of Hermetic manuscripts. Introductory essays (on Hermeticism) and notes by Anna Kingsford and Edward Maitland., George Redway, Londres, et P. Kailasam Brothers, Spiritualistic Book Depot, Madras, 154 p., 1885.
- Astrology Theologized: the Spiritual Hermeneutics of Astrology and Holy Writ – A Treatise upon the Influence of the Stars on Man and on the Art of Ruling Them by the Law of Grace. Long prefatory essay, and translation by Anna Kingsford, from the original by Valentine Weigelius, dated 1649, George Redway, Londres, 121 p., 1886.
- Health, Beauty and the Toilet: Letters to Ladies from a Lady Doctor., Frederick Warne and Co., Londres et New York, 232 p., 1886.

De façon posthume, édités par Edward Maitland :
- Dreams and Dream Stories, George Redway, Londres, 281 p., 1888.
- Clothed with the Sun. Being the Book of the Illuminations of Anna (Bonus) Kingsford., John M. Watkins, Londres, 1889. Réédition par Forgotten books (google books)  (ISBN 9781606201893).

Édités par d'autres :
- Anna Kingsford (préface d'Edward Maitland), Intima Sacra: a Manual of Esoteric Devotion., compilé par E. M. Forsyth, David Stott, Londres, 163 p., 1891.
- Anna Kingsford et Edward Maitland, Addresses and Essays on Vegetarianism. Anna Kingsford and Edward Maitland., édité par Samuel Hopgood Hart, John M. Watkins, Londres, 227 p., 1912.
- Anna Kingsford et Edward Maitland, The Credo of Christendom: and other Addresses and Essays on Esoteric Christianity., édité par Samuel Hopgood Hart, John M. Watkins, Londres, 256 p., 1916.

Sous le pseudonyme Ninon Kingsford, elle publia des récits dans le magazine Penny Post entre 1868 et 1872 et des articles dans le Ladies Pictorial entre 1884 et 1887.